# Ion Emil Bucurescu
Ion Emil Bucurescu a fost căpitan-comandor de aviație, inginer, doctor în matematici și profesor universitar român.
A funcționat ca asistent al profesorului Constantin C. Teodorescu la Institutul de Căi Ferate din București (în 1959 înglobat în Institutul Politehnic București, Facultatea de Transporturi).
În calitate de co-proprietar, Ion Bucurescu a construit și casa din București, str. Washington nr. 8, sectorul 1 (azi sediul Centrului Medical de Diagnostic, Tratament Ambulator și Medicină Preventivă).

## Lucrări publicate
- Prof. univ. Ion Bucurescu - Aviația Română pe Frontul de Est și în apărarea teritoriului, Vol. I, II, Editura Fast Print, 1994